# NK Driebanden klein 1e klasse 2017-2018
Het 50e Nederlands kampioenschap biljarten in de spelsoort Driebanden klein 1e klasse in het seizoen 2017/18 (moy. grenzen: 0,550-0,750) werd georganiseerd door de biljartvereniging Almere '83. 
De acht deelnemers plaatsten zich via acht gewestelijke kampioenschappen die werden gespeeld in december 2017. 
Er werd gespeeld op 4 biljarts Wilhelmina op Iwan Simonis 300 rapide lakens met Super Aramith ballen volgens Systeem Avé.
De arbitrage werd verzorgd door district Eem- & Flevoland. Onno van der Meer was namens de KNBB official van dienst.

## Deelnemers
| NK Driebanden klein 1e klasse 2017-2018 - PLAATSINGSLIJST DEELNEMERS | NK Driebanden klein 1e klasse 2017-2018 - PLAATSINGSLIJST DEELNEMERS | NK Driebanden klein 1e klasse 2017-2018 - PLAATSINGSLIJST DEELNEMERS | NK Driebanden klein 1e klasse 2017-2018 - PLAATSINGSLIJST DEELNEMERS | NK Driebanden klein 1e klasse 2017-2018 - PLAATSINGSLIJST DEELNEMERS | NK Driebanden klein 1e klasse 2017-2018 - PLAATSINGSLIJST DEELNEMERS | NK Driebanden klein 1e klasse 2017-2018 - PLAATSINGSLIJST DEELNEMERS | NK Driebanden klein 1e klasse 2017-2018 - PLAATSINGSLIJST DEELNEMERS | NK Driebanden klein 1e klasse 2017-2018 - PLAATSINGSLIJST DEELNEMERS | NK Driebanden klein 1e klasse 2017-2018 - PLAATSINGSLIJST DEELNEMERS | NK Driebanden klein 1e klasse 2017-2018 - PLAATSINGSLIJST DEELNEMERS | NK Driebanden klein 1e klasse 2017-2018 - PLAATSINGSLIJST DEELNEMERS |
| RANG                                                                 | SPELER                                                               | GESP                                                                 | PP                                                                   | CAR                                                                  | BRT                                                                  | MOY                                                                  | PMOY                                                                 | HS                                                                   | GEWEST                                                               | VERENIGING                                                           | BONDSNR                                                              |
| -------------------------------------------------------------------- | -------------------------------------------------------------------- | -------------------------------------------------------------------- | -------------------------------------------------------------------- | -------------------------------------------------------------------- | -------------------------------------------------------------------- | -------------------------------------------------------------------- | -------------------------------------------------------------------- | -------------------------------------------------------------------- | -------------------------------------------------------------------- | -------------------------------------------------------------------- | -------------------------------------------------------------------- |
| 1                                                                    | R.S. Scheffer (Robert)                                               | 7                                                                    | 11                                                                   | 197                                                                  | 242                                                                  | 0,814                                                                | 1,200                                                                | 8                                                                    | WN-1                                                                 | BV Kamperduin (IJmuiden)                                             | 204996                                                               |
| 2                                                                    | J. Sopamena (Johan)                                                  | 7                                                                    | 14                                                                   | 210                                                                  | 280                                                                  | 0,750                                                                | 1,200                                                                | 6                                                                    | MN-2                                                                 | Café Boslust (Groesbeek)                                             | 159659                                                               |
| 3                                                                    | A.E. Bhairosingh (Anand)                                             | 5                                                                    | 8                                                                    | 135                                                                  | 183                                                                  | 0,737                                                                | 0,883                                                                | 6                                                                    | WN-2                                                                 | BV de Kroon (Den Haag)                                               | 202209                                                               |
| 4                                                                    | W.S. Jansen (Wim)                                                    | 7                                                                    | 10                                                                   | 203                                                                  | 287                                                                  | 0,707                                                                | 0,833                                                                | 5                                                                    | MN-1                                                                 | BV '75 (Leusden)                                                     | 140812                                                               |
| 5                                                                    | H. van Engelen (Hans)                                                | 7                                                                    | 10                                                                   | 194                                                                  | 283                                                                  | 0,685                                                                | 0,967                                                                | 6                                                                    | NON-1                                                                | BC de Viersprong (Nieuw-Amsterdam)                                   | 142514                                                               |
| 6                                                                    | R. Korshuize (Renco)                                                 | 5                                                                    | 7                                                                    | 147                                                                  | 218                                                                  | 0,674                                                                | 1,153                                                                | 5                                                                    | NON-2                                                                | Bartelshoek (Almelo)                                                 | 226010                                                               |
| 7                                                                    | G.M.M. van Deur (Ger)                                                | 7                                                                    | 10                                                                   | 176                                                                  | 269                                                                  | 0,654                                                                | nb                                                                   | 6                                                                    | ZN-2                                                                 | BV S.S.V. (Venlo)                                                    | 155452                                                               |
| 8                                                                    | M.M.P. Goossens (Michel)                                             | 7                                                                    | 11                                                                   | 206                                                                  | 327                                                                  | 0,629                                                                | 0,789                                                                | 6                                                                    | ZN-1                                                                 | BV S.V.W. (Bergen op Zoom)                                           | 105149                                                               |
|                                                                      |                                                                      |                                                                      |                                                                      |                                                                      |                                                                      |                                                                      |                                                                      |                                                                      |                                                                      |                                                                      |                                                                      |

## Gespeelde partijen
| NK Driebanden klein 1e klasse 2017-2018 - wedstrijden | NK Driebanden klein 1e klasse 2017-2018 - wedstrijden | NK Driebanden klein 1e klasse 2017-2018 - wedstrijden | NK Driebanden klein 1e klasse 2017-2018 - wedstrijden | NK Driebanden klein 1e klasse 2017-2018 - wedstrijden | NK Driebanden klein 1e klasse 2017-2018 - wedstrijden | NK Driebanden klein 1e klasse 2017-2018 - wedstrijden | NK Driebanden klein 1e klasse 2017-2018 - wedstrijden | NK Driebanden klein 1e klasse 2017-2018 - wedstrijden | NK Driebanden klein 1e klasse 2017-2018 - wedstrijden | NK Driebanden klein 1e klasse 2017-2018 - wedstrijden | NK Driebanden klein 1e klasse 2017-2018 - wedstrijden | NK Driebanden klein 1e klasse 2017-2018 - wedstrijden |
| SPELER                                                | PP                                                    | CAR                                                   | BRT                                                   | MOY                                                   | HS                                                    | SPELER                                                | PP                                                    | CAR                                                   | BRT                                                   | MOY                                                   | HS                                                    | R                                                     |
| ----------------------------------------------------- | ----------------------------------------------------- | ----------------------------------------------------- | ----------------------------------------------------- | ----------------------------------------------------- | ----------------------------------------------------- | ----------------------------------------------------- | ----------------------------------------------------- | ----------------------------------------------------- | ----------------------------------------------------- | ----------------------------------------------------- | ----------------------------------------------------- | ----------------------------------------------------- |
| Anand Bhairosingh                                     | 2                                                     | 30                                                    | 44                                                    | 0,681                                                 | 4                                                     | Wim Jansen                                            | 1                                                     | 30                                                    | 43                                                    | 0,697                                                 | 4                                                     | 1                                                     |
| Renco Korshuize                                       | 0                                                     | 20                                                    | 44                                                    | 0,454                                                 | 2                                                     | Hans van Engelen                                      | 1                                                     | 30                                                    | 43                                                    | 0,697                                                 | 4                                                     | 1                                                     |
|                                                       |                                                       |                                                       |                                                       |                                                       |                                                       |                                                       |                                                       |                                                       |                                                       |                                                       |                                                       | 1                                                     |
| Robert Scheffer                                       | 2                                                     | 30                                                    | 29                                                    | 1,034                                                 | 10                                                    | Johan Sopamena                                        | 2                                                     | 30                                                    | 29                                                    | 1,034                                                 | 8                                                     | 1                                                     |
| Michel Goossens                                       | 0                                                     | 13                                                    | 29                                                    | 0,448                                                 | 3                                                     | Ger van Deur                                          | 0                                                     | 16                                                    | 29                                                    | 0,551                                                 | 4                                                     | 1                                                     |
|                                                       |                                                       |                                                       |                                                       |                                                       |                                                       |                                                       |                                                       |                                                       |                                                       |                                                       |                                                       |                                                       |
|                                                       |                                                       |                                                       |                                                       |                                                       |                                                       |                                                       |                                                       |                                                       |                                                       |                                                       |                                                       |                                                       |
| Michel Goossens                                       | 0                                                     | 22                                                    | 44                                                    | 0,500                                                 | 3                                                     | Ger van Deur                                          | 0                                                     | 17                                                    | 42                                                    | 0,404                                                 | 2                                                     | 2                                                     |
| Johan Sopamena                                        | 2                                                     | 30                                                    | 44                                                    | 0,681                                                 | 3                                                     | Wim Jansen                                            | 2                                                     | 30                                                    | 42                                                    | 0,714                                                 | 5                                                     | 2                                                     |
|                                                       |                                                       |                                                       |                                                       |                                                       |                                                       |                                                       |                                                       |                                                       |                                                       |                                                       |                                                       | 2                                                     |
| Renco Korshuize                                       | 0                                                     | 23                                                    | 36                                                    | 0,638                                                 | 3                                                     | Hans van Engelen                                      | 2                                                     | 30                                                    | 40                                                    | 0,750                                                 | 4                                                     | 2                                                     |
| Robert Scheffer                                       | 2                                                     | 30                                                    | 36                                                    | 0,833                                                 | 3                                                     | Anand Bhairosingh                                     | 0                                                     | 14                                                    | 40                                                    | 0,350                                                 | 2                                                     | 2                                                     |
|                                                       |                                                       |                                                       |                                                       |                                                       |                                                       |                                                       |                                                       |                                                       |                                                       |                                                       |                                                       |                                                       |
|                                                       |                                                       |                                                       |                                                       |                                                       |                                                       |                                                       |                                                       |                                                       |                                                       |                                                       |                                                       |                                                       |
| Ger van Deur                                          | 0                                                     | 25                                                    | 41                                                    | 0,609                                                 | 4                                                     | Michel Goossens                                       | 0                                                     | 24                                                    | 46                                                    | 0,488                                                 | 3                                                     | 3                                                     |
| Robert Scheffer                                       | 2                                                     | 30                                                    | 41                                                    | 0,731                                                 | 3                                                     | Hans van Engelen                                      | 2                                                     | 30                                                    | 46                                                    | 0,666                                                 | 4                                                     | 3                                                     |
|                                                       |                                                       |                                                       |                                                       |                                                       |                                                       |                                                       |                                                       |                                                       |                                                       |                                                       |                                                       | 3                                                     |
| Johan Sopamena                                        | 2                                                     | 30                                                    | 29                                                    | 1,034                                                 | 8                                                     | Anand Bhairosingh                                     | 2                                                     | 30                                                    | 44                                                    | 0,681                                                 | 4                                                     | 3                                                     |
| Renco Korshuize                                       | 0                                                     | 18                                                    | 29                                                    | 0,620                                                 | 2                                                     | Wim Jansen                                            | 0                                                     | 21                                                    | 44                                                    | 0,477                                                 | 3                                                     | 3                                                     |
|                                                       |                                                       |                                                       |                                                       |                                                       |                                                       |                                                       |                                                       |                                                       |                                                       |                                                       |                                                       |                                                       |
|                                                       |                                                       |                                                       |                                                       |                                                       |                                                       |                                                       |                                                       |                                                       |                                                       |                                                       |                                                       |                                                       |
| Robert Scheffer                                       | 2                                                     | 30                                                    | 32                                                    | 0,937                                                 | 5                                                     | Michel Goossens                                       | 0                                                     | 24                                                    | 46                                                    | 0,521                                                 | 4                                                     | 4                                                     |
| Anand Bhairosingh                                     | 0                                                     | 14                                                    | 32                                                    | 0,437                                                 | 2                                                     | Renco Korshuize                                       | 2                                                     | 30                                                    | 46                                                    | 0,652                                                 | 12                                                    | 4                                                     |
|                                                       |                                                       |                                                       |                                                       |                                                       |                                                       |                                                       |                                                       |                                                       |                                                       |                                                       |                                                       | 4                                                     |
| Ger van Deur                                          | 2                                                     | 30                                                    | 27                                                    | 1,111                                                 | 8                                                     | Johan Sopamena                                        | 2                                                     | 30                                                    | 47                                                    | 0,638                                                 | 3                                                     | 4                                                     |
| Hans van Engelen                                      | 0                                                     | 20                                                    | 27                                                    | 0,740                                                 | 4                                                     | Wim Jansen                                            | 0                                                     | 23                                                    | 47                                                    | 0,489                                                 | 3                                                     | 4                                                     |
|                                                       |                                                       |                                                       |                                                       |                                                       |                                                       |                                                       |                                                       |                                                       |                                                       |                                                       |                                                       |                                                       |
|                                                       |                                                       |                                                       |                                                       |                                                       |                                                       |                                                       |                                                       |                                                       |                                                       |                                                       |                                                       |                                                       |
| Hans van Engelen                                      | 2                                                     | 30                                                    | 46                                                    | 0,652                                                 | 3                                                     | Renco Korshuize                                       | 0                                                     | 21                                                    | 29                                                    | 0,724                                                 | 4                                                     | 5                                                     |
| Johan Sopamena                                        | 0                                                     | 26                                                    | 46                                                    | 0,565                                                 | 3                                                     | Ger van Deur                                          | 2                                                     | 30                                                    | 29                                                    | 1,034                                                 | 7                                                     | 5                                                     |
|                                                       |                                                       |                                                       |                                                       |                                                       |                                                       |                                                       |                                                       |                                                       |                                                       |                                                       |                                                       | 5                                                     |
| Michel Goossens                                       | 0                                                     | 14                                                    | 41                                                    | 0,341                                                 | 5                                                     | Wim Jansen                                            | 0                                                     | 20                                                    | 32                                                    | 0,625                                                 | 4                                                     | 5                                                     |
| Anand Bhairosingh                                     | 2                                                     | 30                                                    | 41                                                    | 0,731                                                 | 5                                                     | Robert Scheffer                                       | 2                                                     | 30                                                    | 32                                                    | 0,937                                                 | 3                                                     | 5                                                     |
|                                                       |                                                       |                                                       |                                                       |                                                       |                                                       |                                                       |                                                       |                                                       |                                                       |                                                       |                                                       |                                                       |
|                                                       |                                                       |                                                       |                                                       |                                                       |                                                       |                                                       |                                                       |                                                       |                                                       |                                                       |                                                       |                                                       |
| Hans van Engelen                                      | 0                                                     | 18                                                    | 25                                                    | 0,720                                                 | 3                                                     | Wim Jansen                                            | 2                                                     | 30                                                    | 33                                                    | 0,909                                                 | 4                                                     | 6                                                     |
| Robert Scheffer                                       | 2                                                     | 30                                                    | 25                                                    | 1,200                                                 | 4                                                     | Renco Korshuize                                       | 0                                                     | 19                                                    | 33                                                    | 0,575                                                 | 3                                                     | 6                                                     |
|                                                       |                                                       |                                                       |                                                       |                                                       |                                                       |                                                       |                                                       |                                                       |                                                       |                                                       |                                                       | 6                                                     |
| Johan Sopamena                                        | 2                                                     | 30                                                    | 33                                                    | 0,909                                                 | 6                                                     | Michel Goossens                                       | 0                                                     | 23                                                    | 37                                                    | 0,621                                                 | 3                                                     | 6                                                     |
| Anand Bhairosingh                                     | 0                                                     | 28                                                    | 33                                                    | 0,848                                                 | 4                                                     | Ger van Deur                                          | 2                                                     | 30                                                    | 37                                                    | 0,810                                                 | 8                                                     | 6                                                     |
|                                                       |                                                       |                                                       |                                                       |                                                       |                                                       |                                                       |                                                       |                                                       |                                                       |                                                       |                                                       |                                                       |
|                                                       |                                                       |                                                       |                                                       |                                                       |                                                       |                                                       |                                                       |                                                       |                                                       |                                                       |                                                       |                                                       |
| Hans van Engelen                                      | 2                                                     | 30                                                    | 46                                                    | 0,652                                                 | 4                                                     | Michel Goossens                                       | 0                                                     | 28                                                    | 51                                                    | 0,549                                                 | 3                                                     | 7                                                     |
| Renco Korshuize                                       | 0                                                     | 26                                                    | 46                                                    | 0,565                                                 | 5                                                     | Wim Jansen                                            | 2                                                     | 30                                                    | 51                                                    | 0,588                                                 | 8                                                     | 7                                                     |
|                                                       |                                                       |                                                       |                                                       |                                                       |                                                       |                                                       |                                                       |                                                       |                                                       |                                                       |                                                       | 7                                                     |
| Ger van Deur                                          | 2                                                     | 30                                                    | 40                                                    | 0,750                                                 | 4                                                     | Robert Scheffer                                       | 2                                                     | 30                                                    | 37                                                    | 0,810                                                 | 3                                                     | 7                                                     |
| Anand Bhairosingh                                     | 0                                                     | 28                                                    | 40                                                    | 0,700                                                 | 3                                                     | Johan Sopamena                                        | 0                                                     | 17                                                    | 37                                                    | 0,459                                                 | 3                                                     | 7                                                     |
|                                                       |                                                       |                                                       |                                                       |                                                       |                                                       |                                                       |                                                       |                                                       |                                                       |                                                       |                                                       |                                                       |

## Eindstand
| NK Driebanden klein 1e klasse 2017-2018 - EINDSTAND | NK Driebanden klein 1e klasse 2017-2018 - EINDSTAND | NK Driebanden klein 1e klasse 2017-2018 - EINDSTAND | NK Driebanden klein 1e klasse 2017-2018 - EINDSTAND | NK Driebanden klein 1e klasse 2017-2018 - EINDSTAND | NK Driebanden klein 1e klasse 2017-2018 - EINDSTAND | NK Driebanden klein 1e klasse 2017-2018 - EINDSTAND | NK Driebanden klein 1e klasse 2017-2018 - EINDSTAND | NK Driebanden klein 1e klasse 2017-2018 - EINDSTAND |
| RANG                                                | SPELER                                              | GESP                                                | PP                                                  | CAR                                                 | BRT                                                 | MOY                                                 | PMOY                                                | HS                                                  |
| --------------------------------------------------- | --------------------------------------------------- | --------------------------------------------------- | --------------------------------------------------- | --------------------------------------------------- | --------------------------------------------------- | --------------------------------------------------- | --------------------------------------------------- | --------------------------------------------------- |
| 1                                                   | Robert Scheffer                                     | 7                                                   | 14                                                  | 210                                                 | 232                                                 | 0,905                                               | 1,200                                               | 10                                                  |
| 2                                                   | Johan Sopamena                                      | 7                                                   | 10                                                  | 193                                                 | 265                                                 | 0,728                                               | 1,034                                               | 8                                                   |
| 3                                                   | Hans van Engelen                                    | 7                                                   | 9                                                   | 188                                                 | 272                                                 | 0,691                                               | 0,750                                               | 4                                                   |
| 4                                                   | Ger van Deur                                        | 7                                                   | 8                                                   | 178                                                 | 245                                                 | 0,726                                               | 1,111                                               | 8                                                   |
| 5                                                   | Wim Jansen                                          | 7                                                   | 7                                                   | 184                                                 | 292                                                 | 0,630                                               | 0,909                                               | 8                                                   |
| 6                                                   | Anand Bhairosingh                                   | 7                                                   | 6                                                   | 174                                                 | 274                                                 | 0,635                                               | 0,731                                               | 5                                                   |
| 7                                                   | Renco Korshuize                                     | 7                                                   | 2                                                   | 157                                                 | 263                                                 | 0,596                                               | 0,652                                               | 12                                                  |
| 8                                                   | Michel Goossens                                     | 7                                                   | 0                                                   | 146                                                 | 293                                                 | 0,498                                               | geen                                                | 5                                                   |
|                                                     |                                                     |                                                     |                                                     |                                                     |                                                     |                                                     |                                                     |                                                     |